# Subaru (entreprise)
Pour les articles homonymes, voir Subaru (homonymie).
Subaru Corporation, jusqu'en 2017 Fuji Heavy Industries (富士重工業株式会社, Fuji Jūkōgyō kabushiki gaisha) est un groupe industriel japonais présent essentiellement dans les matériels aéronautiques, automobiles et équipements connexes.

## Histoire

### Le démantèlement de la Compagnie aéronautique Nakajima
À la fin de la Seconde Guerre mondiale, la Compagnie aéronautique Nakajima cessa de produire des avions de chasse. En août 1945, elle est alors réorganisée et prend le nom de Fuji Sangyō Co., Ltd.
Afin de fournir un moyen de transport aux Japonais appauvris par la guerre, Fuji Sangyō créa un petit scooter, le Rabbit (ja) S-1, en juin 1946. Ce véhicule a été grandement inspiré par le scooter Powell Streamliner utilisé par l'armée américaine. Les matières premières étaient cependant encore soumises au rationnement. Les ingénieurs de Fuji Sangyō, issus de l'aéronautique, décidèrent pour pallier ce problème de puiser dans le stock de pièces de la Compagnie aéronautique Nakajima. L'influence aéronautique est également ressentie lors de la conception du premier autobus de la Fuji Kogyō. En août 1949, le bus « Fuji » entra en production et se distingua par sa structure monocoque, une première au Japon, ainsi qu'à son moteur positionné en porte-à-faux arrière.

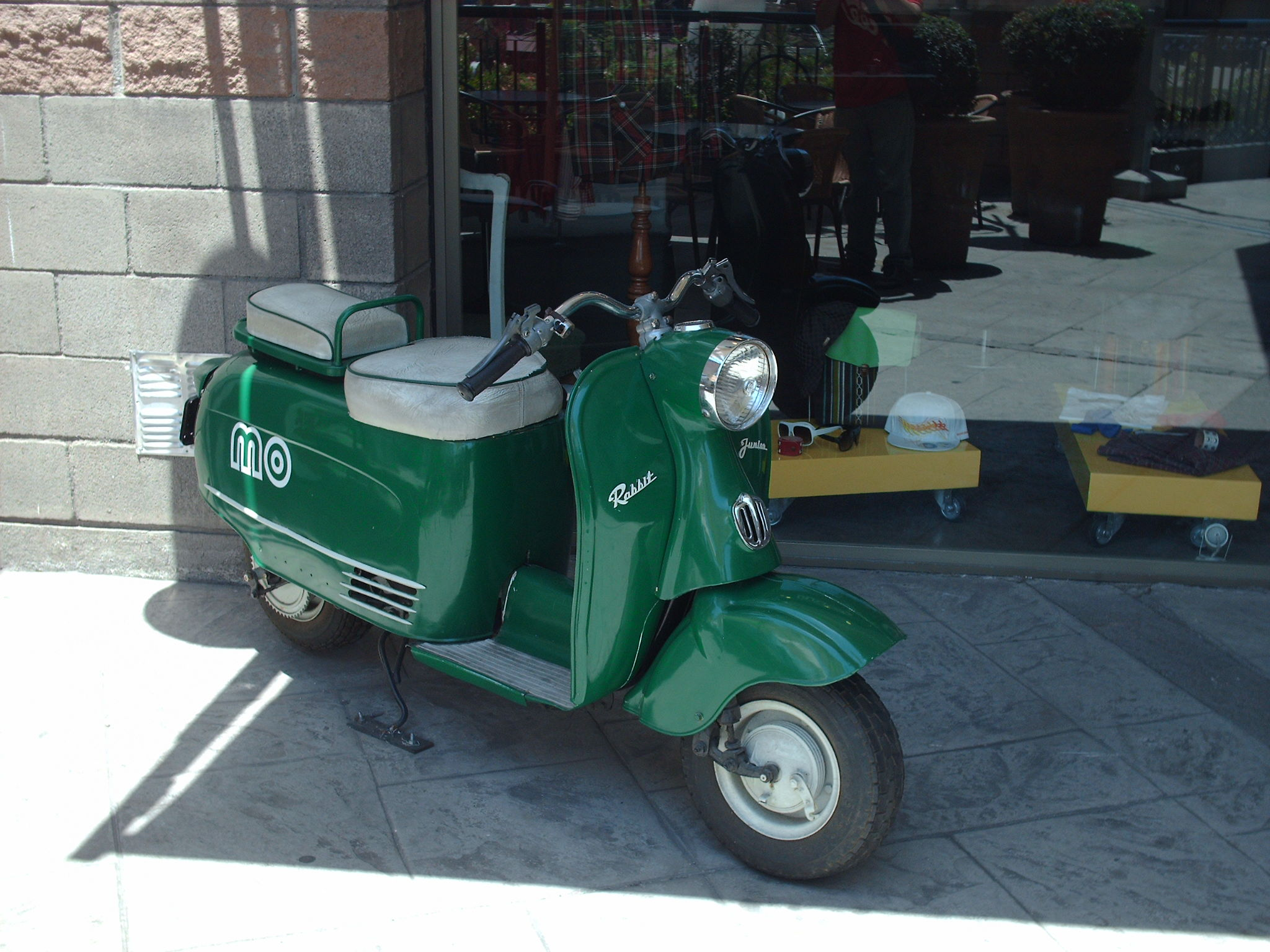
Un scooter Fuji Rabbit Junior
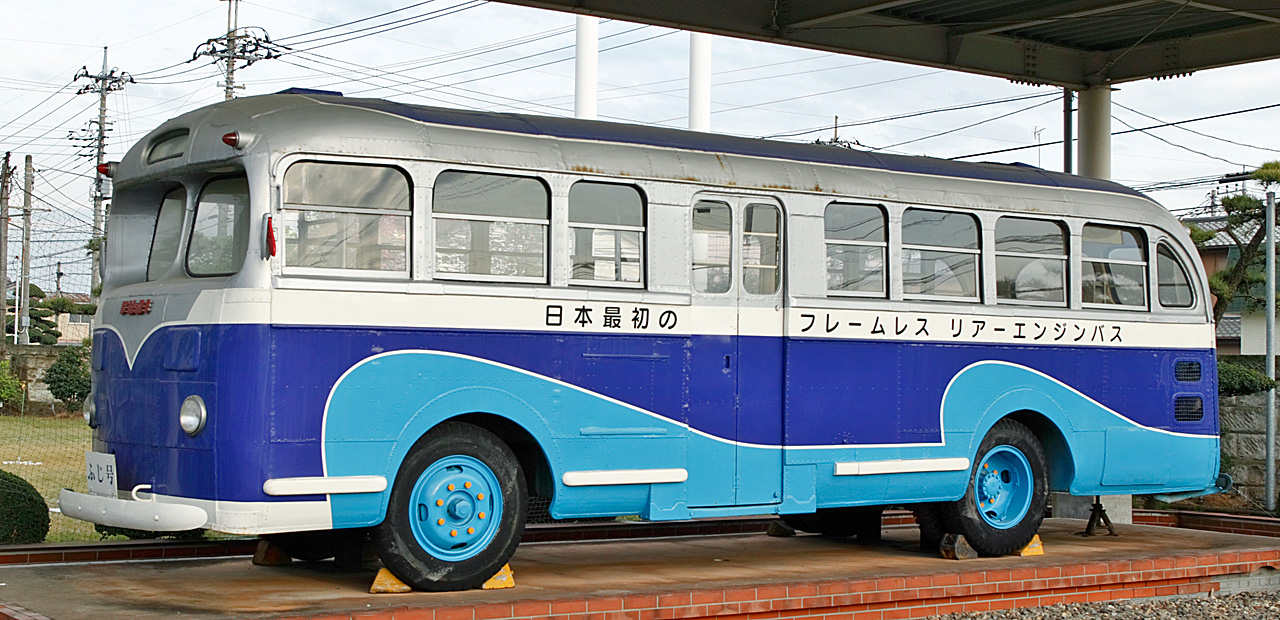
Un autobus Fuji TR014X-2 de 1954.

En août 1946, à la demande du Commandant suprême des forces alliées, cinq zaibatsu dont Fuji Sangyō furent destinées à être dissoutes dans les années à venir. Cette dissolution prendra effet en 1950 et la Fuji Sangyō fut alors divisée en douze entreprises différentes. Cinq de ces entreprises, Fuji Kōgyō, Fuji Jidōsha Kōgyō, Omiya Fuji Kōgyō, Utsunomiya Sharyō et Tōkyō Fuji Sangyō fusionnèrent le 15 juillet 1953 sous le slogan « Aircraft Again! » et prirent le nom de Fuji Heavy Industries.

### L’ascension de la Fuji Heavy Industries

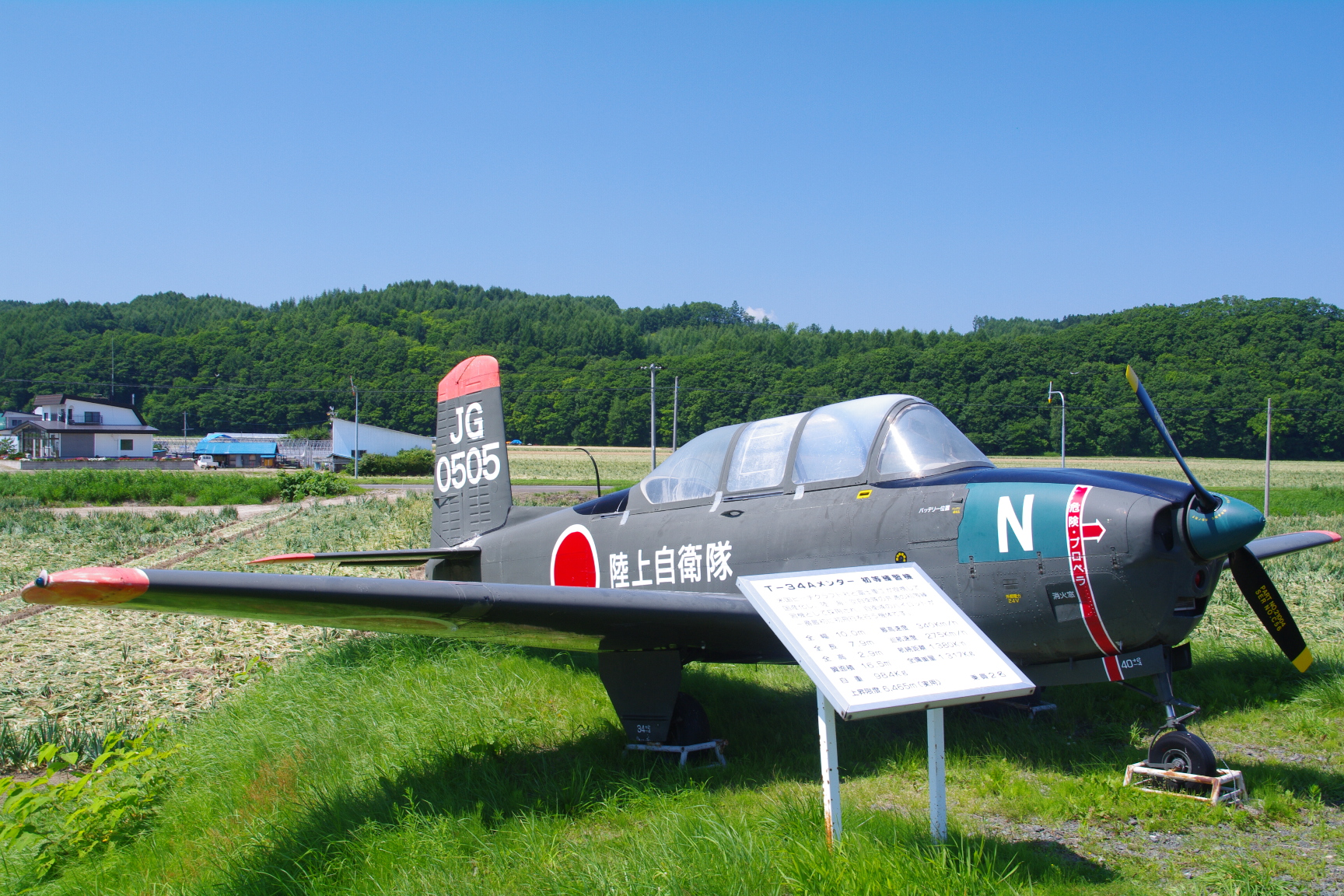
Un Fuji T-34A à Hokkaidō.

Le premier avion réalisé par Fuji Heavy Industries, en novembre 1953, est un Beechcraft T-34A Mentor produit sous licence. Il avait été sélectionné par le gouvernement japonais pour équiper les futures Forces japonaises d'autodéfense en octobre 1953. Vingt appareils furent livrés par Beechcraft en mars 1954 puis Fuji prit le relais de la production. En tout, l'entreprise japonaise put fournir 173 avions.

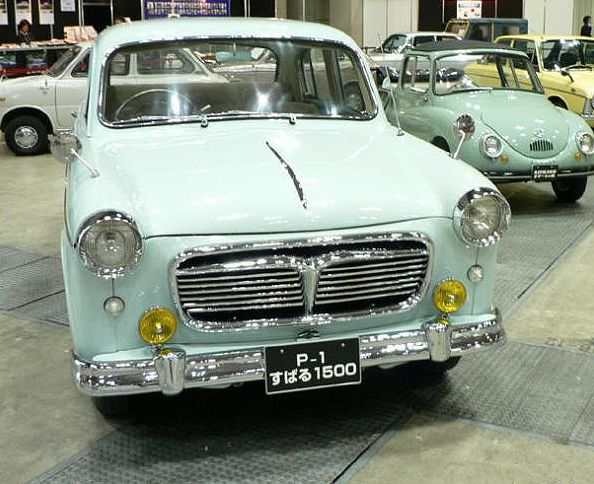
Une Subaru 1500 avec une Subaru 360 en arrière-plan.

Déjà bien implantée dans différents types de transport, Fuji Heavy Industries compte en 1954 gagner le secteur de l'automobile et ainsi fournir les nouveaux besoins des Japonais qui accompagnent la reprise économique du Japon. Kenji Kita, le premier président de Fuji Heavy Industries, très favorable à ce projet, avait fait savoir à ses employés : « Si vous fabriquez une voiture, commencez par fabriquer une bonne voiture. ». Il en résulta le prototype P-1, une berline pouvant transporter confortablement quatre adultes. Différents noms furent proposés, mais aucun n'était satisfaisant. C'est Kenji Kita qui décida de nommer la voiture Subaru 1500 car pour lui : « Les voitures japonaises doivent avoir un nom japonais. ». Le nom de cette marque, tout comme son logo, font référence aux Pléiades. En effet, Subaru est le nom japonais donné à cet amas de sept étoiles. Également, Subaru signifie « rassembler », faisant écho aux rassemblement des cinq entreprises pour former Fuji Heavy Industries. Dans le logo, on retrouve ces entreprises sous la forme de cinq petites étoiles tandis que Fuji Heavy Industries est représentée par une étoile de plus grande taille. La dernière étoile des Pléiades, absente du logo, représente la synergie entre ces différentes entités.
En mai 1955, le ministère japonais de l'Économie, du Commerce et de l'Industrie propose un plan pour fournir au peuple japonais une voiture de petite taille et disposant d'une fiscalité réduite, la keijidōsha, permettant de remplacer les motocyclettes d'après-guerre. Subaru dévoilera en avril 1957 le prototype K-10, préfigurant la Subaru 360 qui entrera en production en mars 1958. Cette voiture est la première produite en série par la marque.
En octobre 1955, Japanese National Railways choisit Fuji Heavy Industries pour produire des autorails à moteurs Diesel.

### Le miracle économique japonais

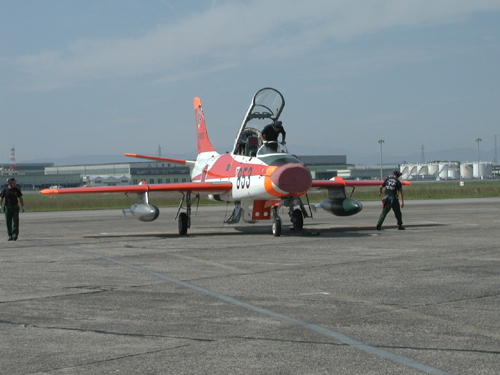
Un Fuji T-1 au sol.

Le 19 janvier 1958, le groupe fait voler le premier avion à réaction japonais depuis la fin de la Seconde Guerre mondiale, le Fuji T-1. Il s'agit en fait d'un avion inspiré par le North American F-86 Sabre produit sous licence et modifié afin de complaire aux caractéristiques d'un avion d'entraînement. Les années 1960 marqueront le véritable envol du groupe avec son entrée à la Bourse de Tokyo en mars 1960 et la construction de l'usine Subaru d'Ōta (Préfecture de Gunma) en octobre de la même année.
La marque Robin est déposée en septembre 1960 pour la production de moteurs industriels comme des pompes ou des groupes électrogènes. Le nom « Robin » fut choisi afin de faire une analogie entre les moteurs et la signification anglo-saxonne de « Robin », le « Rouge-gorge », un oiseau qui selon la marque : « Est petit, travailleur, commence tôt le matin et travaille toute la journée. ».

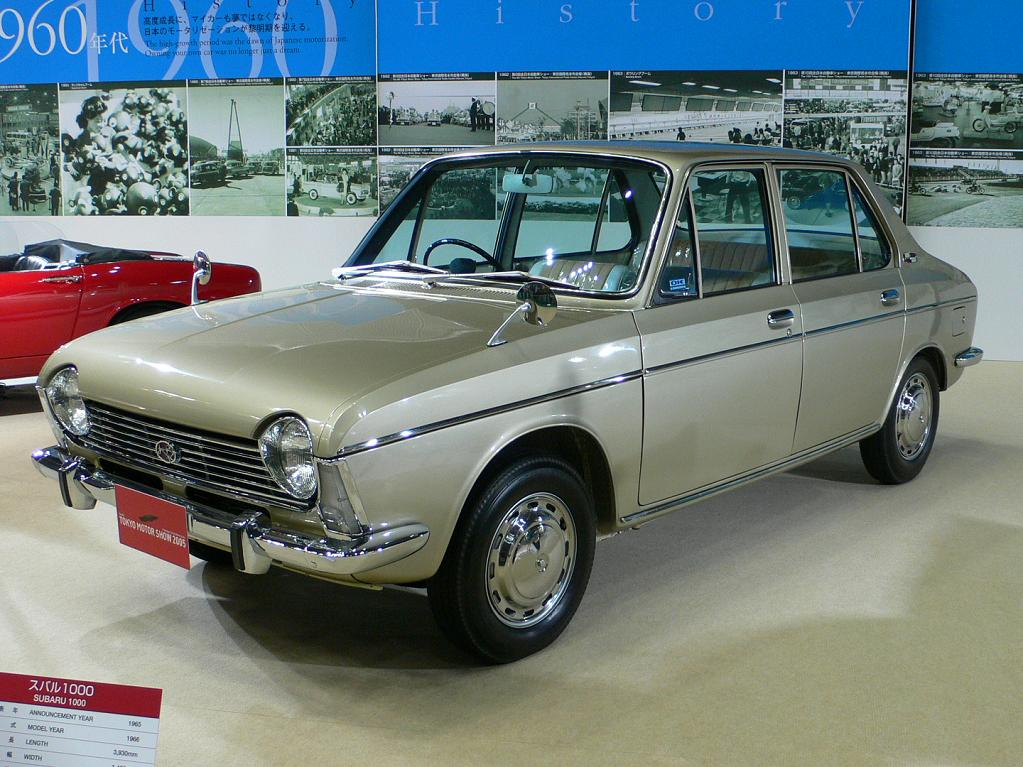
La Subaru 1000, ici en version berline.

La production de la Subaru 1000 débute en octobre 1965. Elle est la première voiture japonaise à traction avant à être produite en série et introduit l'architecture moteur « boxer », désormais marque de fabrique de la marque. Cette architecture était inspirée de l'aéronautique. Le même mois, le groupe inaugure quatre divisions : automobile, matériel, matériel roulant et bus, aérospatiale avant d'investir de nouveaux locaux, en janvier 1966, dans le quartier d'affaires de Nishi Shinjuku, alors en plein développement. L'année 1965 aura également vue le premier vol du Fuji FA200 Aero Subaru, le premier avion léger conçu et construit au Japon depuis la fin de la Seconde Guerre mondiale.
En juillet 1968, Robin devient le motoriste de la marque américaine Polaris.
Cependant, cette croissance flatteuse n'avait pas permis à Fuji Heavy Industries d'être compétitif à l'étranger. Depuis 1961, une discussion au sein du ministère japonais de l'Économie, du Commerce et de l'Industrie visait à faire fusionner plusieurs entreprises du secteur automobile afin qu'elles puissent résister à la concurrence américaine. Entre 1966 et 1968, Fuji Heavy Industries se verra proposer par le ministère des offres de fusion avec Isuzu et Mitsubishi, qui n'aboutiront pas. En octobre 1968, Nissan, à la suite de ces discussions, entra à hauteur de 20 % dans le capital de Fuji Heavy Industries.

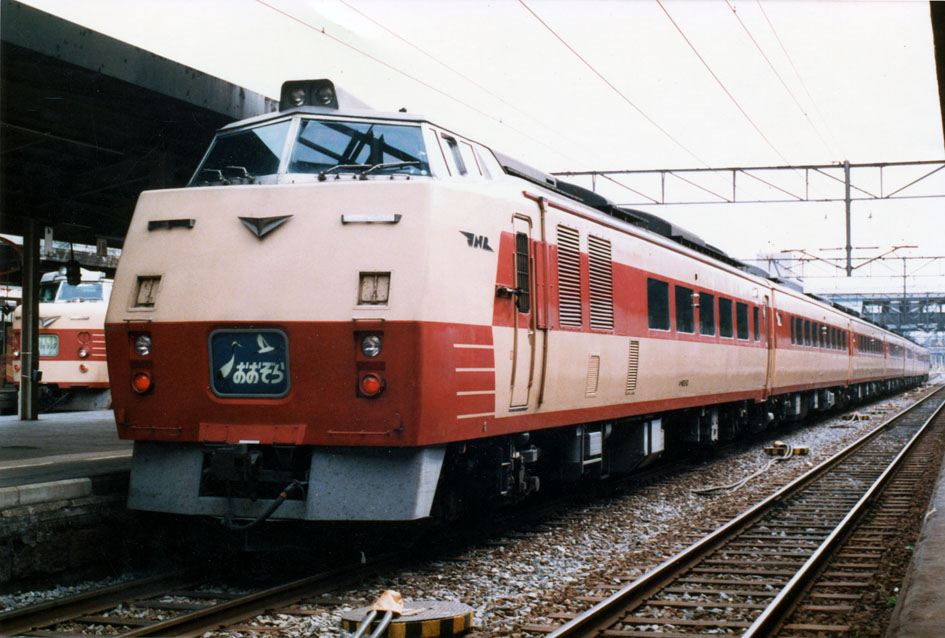
Autorail Fuji KiHa 183, sur la ligne Ōzora.

Le début des années 1970 se révèlera être un frein au développement du groupe, notamment à cause du choc pétrolier de 1973. La fin de cette décennie sera quant à elle plus fructueuse avec la signature en septembre 1978 d'un contrat entre Boeing et le groupe japonais pour la production de pièces de Boeing 767. Un an plus tard, Fuji livre des autorails à Hokkaidō, les Ōzora Express.
En 1982, afin d'accroître la capacité de production de Subaru, la fabrication des moteurs et transmissions fut transférée de l'usine historique de Mitaka à la toute nouvelle usine d'Ōizumi, près d'Ōta.

### Une expansion d'ampleur mondiale

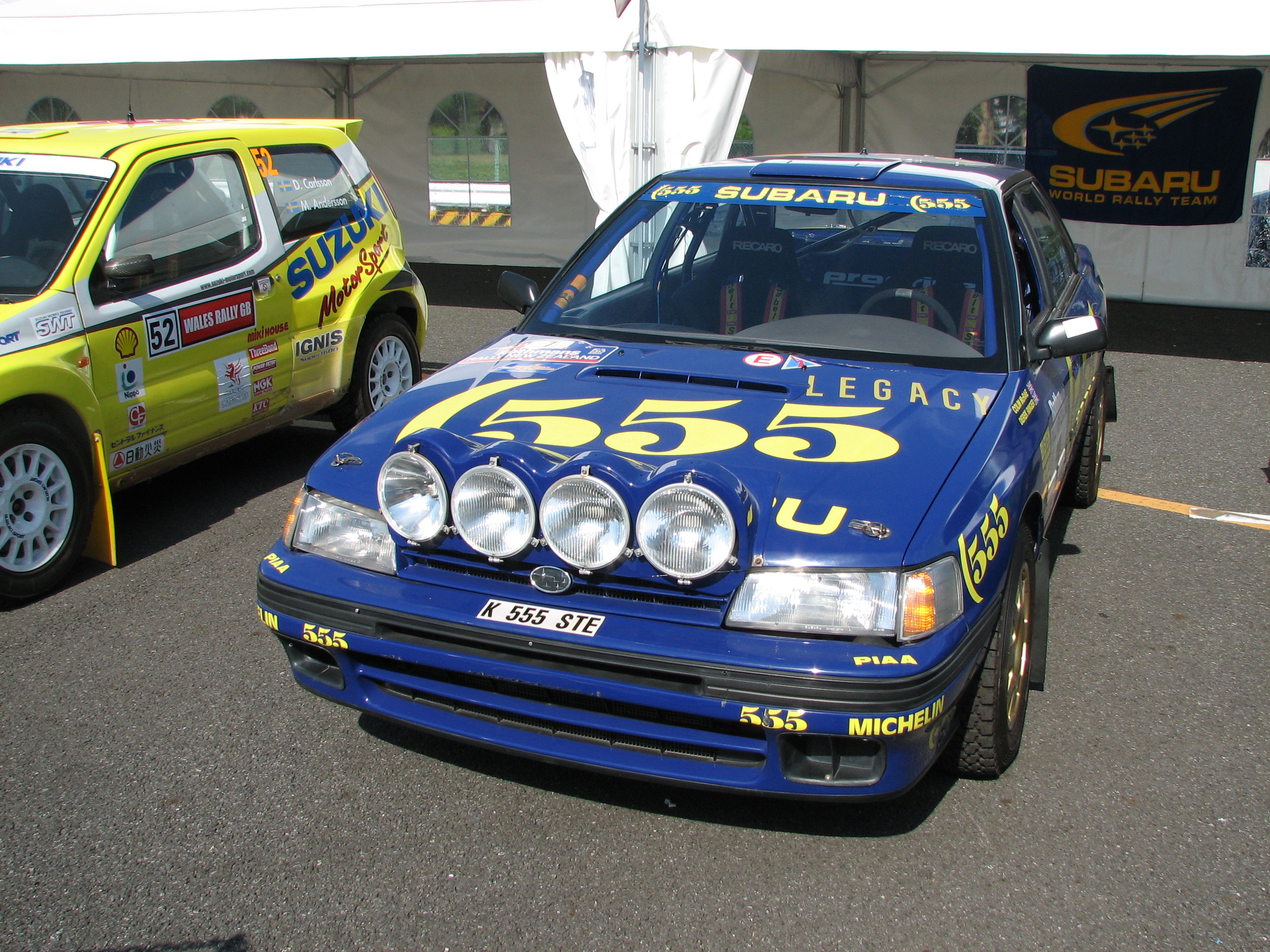
Une Legacy RS, engagée par Subaru et Prodrive.

En février 1989, Subaru met sur le marché la Legacy, un modèle d'une importance majeure pour la marque car il remplace la Leone qui était alors le seul modèle de la gamme. Afin de s'assurer de la mise en avant de son modèle, Subaru engagea en 1990 une Legacy RS dans le Championnat du monde des rallyes.
Après avoir participé au développement du Boeing 777 pendant l'année 1991, Fuji Heavy Industries commencera son assemblage en décembre 1992 dans l'usine de Handa. Fuji Heavy Industries sera par ailleurs nommée « sous-traitant de l'année » par la marque américaine en novembre 1996.
Après avoir cherché un nouvel investisseur pour soutenir son développement, Fuji Heavy Industries passe sous le contrôle de l'américain General Motors en décembre 1999 pour 1,4 milliard de dollars, soit 20 % de son capital. Le constructeur américain, également propriétaire de Suzuki, fait signer entre les deux constructeurs japonais une alliance technique.
En août 2016, Suzuki annonce la vente de sa participation dans Fuji Heavy pour 515 millions de dollars.

## Actionnaires
Liste des principaux actionnaires au 13 octobre 2019.
| Nom                                    | %      |
| Toyota Motor Corporation               | 16,8 % |
| Nomura Asset Management                | 4,62 % |
| Asset Management One C                 | 3,51 % |
| Sumitomo Mitsui Trust Asset Management | 2,71 % |
| Nikko Asset Management                 | 1,42 % |
| Mizuho Financial Group                 | 1,31 % |
| Sompo Holding                          | 1,26 % |
| Tokio Marine Holdings                  | 1,07 % |
| The Gunma Bank                         | 1,01 % |
| Scout Investments                      | 0,75 % |

## Division

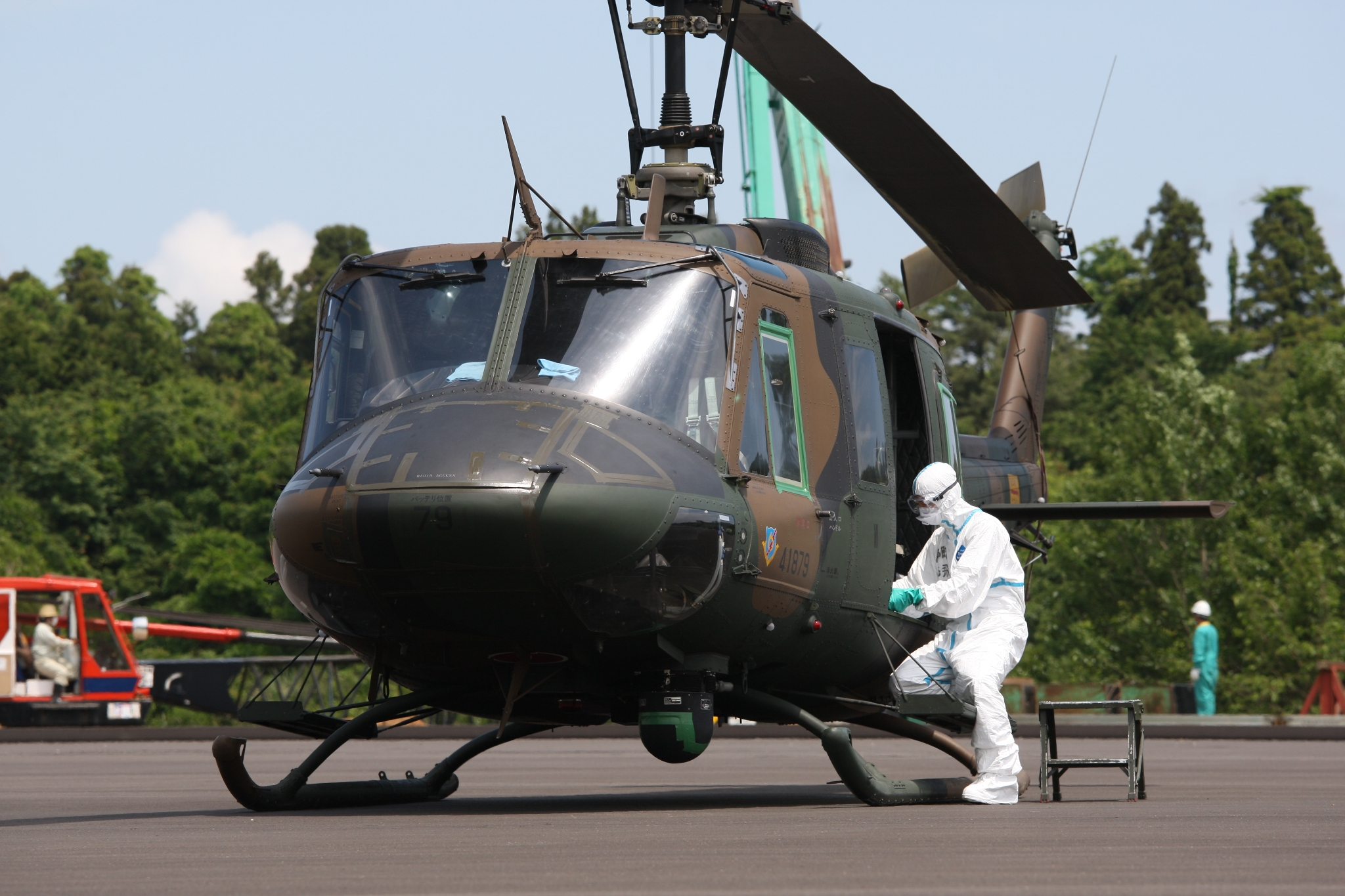
Décontamination d'un Fuji UH-1J de la Force terrestre d'autodéfense japonaise utilisé pour les secours lors de l’accident nucléaire de Fukushima en 2011. Ce modèle est le dernier UH-1 produit au Japon. Il s'agit UH-1H avec un moteur plus puissant et un nez de UH-1N produit sous licence par Fuji Heavy Industries à 78 exemplaires entre 1993 et 1998.

Subaru est constituée de quatre principales divisions :
- la division automobile, Subaru, depuis 1954 ; elle détient actuellement[Quand ?] 1 970 concessionnaires dans 100 pays ;
- la division aérospatiale, Aerospace Company, est un entrepreneur pour les Forces japonaises d'autodéfense. Elle commercialise et vend des avions tant commerciaux que concernant la défense, des hélicoptères et des drones. Cette division construit entre autres le Fuji FA200 Aero Subaru et actuellement elle participe aux programmes Airbus A380, Boeing 777, Boeing 787, Hawker 4000 et Eclipse 500, et il est l'un des sous-traitants pour les Boeing 737, Boeing 747 et Boeing 767 ;
- la division d'industrie mécanique qui vend des moteurs, des pompes et des générateurs sous le nom de Subaru-Robin en Amérique du Nord et sous  Robin  partout ailleurs. Cette division construisait, depuis 1968, sous le  nom "l'Étoile", des moteurs des motoneiges pour Polaris mais la coopération s'est arrêtée en 1998 quand Polaris a commencé à construire des moteurs, même si Fuji reste un des fournisseurs de Polaris pour les pistons. Ainsi Fuji a fourni plus de 2 millions de moteurs pour des motoneiges Polaris, ATV, watercraft et les véhicules utilitaires[24] ;
- la division éco-technologie vend des camions vidanges, des robots balayeurs, et des éoliennes ;
- Fuji a cessé la production de bus, de voitures de chemin de fer et de wagons en 2003.

Les quatre divisions de la société partagent de manière intensive leurs avancées technologiques, il y a ainsi d'importants transferts technologiques entre la division aéronautique et celle de l'automobile. L'exemple le plus notable est peut-être le moteur à plat (Boxer) utilisé dans toutes les automobiles Subaru modernes.

## Direction

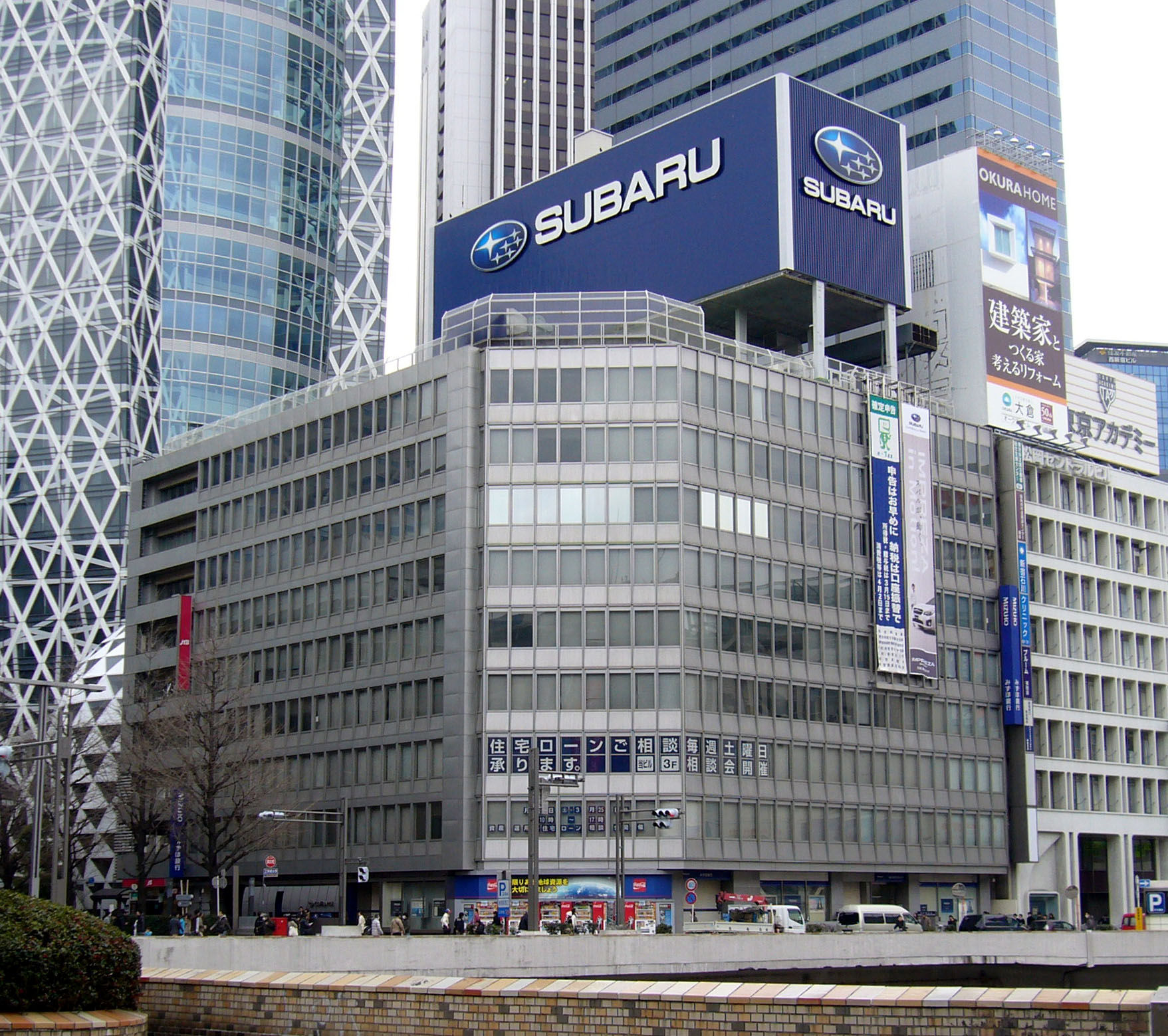
Ancien Siège social de Fuji Heavy Industries et de Subaru à Tokyo.

Subaru est dirigé depuis juin 2012 par Yasuyuki Yoshinaga, nommé en remplacement de Ikuo Mori.
| Date               | Président          |
| ------------------ | ------------------ |
| 1953 - 1956        | Kenji Kita         |
| 1956 - 1963        | Takao Yoshida      |
| 1963 - 1970        | Nobuo Yokota       |
| 1970 - 1978        | Eiichi Ohara       |
| 1978 - 1985        | Sadamichi Sasaki   |
| 1985 - 1990        | Toshihiro Tajima   |
| 1990 - 1996        | Isamu Kawai        |
| 1996 - 2001        | Takeshi Tanaka     |
| 2001 - 2006        | Kyoji Takenaka     |
| 2006 - 2011        | Ikuo Mori          |
| 2012 - aujourd'hui | Yasuyuki Yoshinaga |